# Ambiente e orientamento sessuale
Lo studio dell'ambiente sull'orientamento sessuale costituisce la ricerca di possibili influenze ambientali nello sviluppo dell'orientamento sessuale umano. Alcuni ricercatori distinguono tali influenze da quelle ormonali, mentre alcuni includono le influenze biologiche come quelle definite dagli ormoni prenatali come parte integrante delle più ampie influenze ambientali.
Gli scienziati non conoscono la causa esatta dell'orientamento, pur teorizzando che possa trattarsi del risultato di una complessa interazione di influenze genetiche, ormonali e ambientali; a differenza dell'identità sessuale non paiono considerare l'espressione dell'orientamento come una scelta o decisione autonoma assunta coscientemente e con razionalità d'intenti.
Le ipotesi inerenti l'impatto socioambientale post-natale sull'orientamento risultano essere assai deboli, soprattutto per quanto concerne i maschi; sebbene non vi siano prove sostanziali le quali suggeriscano che le esperienze di genitorialità o della prima infanzia abbiano un ruolo significativo nella fissazione dell'orientamento, alcuni studi hanno correlato proprio la genitorialità e/o l'ambiente familiare all'identità non-eterosessuale così come la non conformità di genere nell'infanzia e la vera e propria omosessualità.

## Orientamento rispetto all'identità sessuale
Molto spesso l'orientamento e l'identità non vengono distinti, il che può influire su una valutazione accurata dell'identità sessuale e sul fatto che l'orientamento sia o meno in grado di modificarsi, quando non di cambiare completamente; l'identità in senso stretto può subire variazioni nel corso della vita di ogni individuo, potendo o meno allinearsi con il sesso, il comportamento sessuale e quindi anche con l'orientamento effettivo.
Mentre il Centre for Addiction and Mental Health e l'American Psychiatric Association affermano che l'orientamento sia costitutivamente immodificabile, stabile o duraturo per gran parte del corso della vita per alcune persone, ma che è altresì fluido o mutabile nel tempo per altre, l'American Psychological Association (APA) distingue tra orientamento (attrazione sessuale-romantica duratura) e identità di genere (la quale può cambiare in qualsiasi momento della vita).
Scienziati e professionisti della salute mentale nella generalità dei casi non credono che, per quanto riguarda l'orientamento sessuale, si possa trattare di una scelta.

L'APA asserisce che "l'orientamento sessuale non è una scelta che può essere cambiata a piacimento; esso è molto probabilmente il risultato di una complessa interazione di fattori ambientali, cognitivi e biologici... viene modellato in tenera età... [e l'evidenza suggerisce] una componente biologica, inclusi i fattori ormonali genetici o innati, che svolgono un ruolo significativo nella sessualità generale di una persona". Dichiarano inoltre che "l'identità di genere - non l'orientamento - sembra poter cambiare con la psicoterapia, i gruppi di sostegno e gli eventi della vita".
L'"American Psychiatric Association" da parte sua dichiara che "gli individui possono divenire maggiormente consapevoli - in diversi momenti della loro vita - sul fatto di essere eterosessuali, gay, lesbiche o bisessuali" e pertanto "si oppone ad un qualsiasi trattamento psichiatrico, come la terapia di conversione o 'riparativa' che dir si voglia, basata su l'assunto che l'omosessualità di per sé sia un disturbo mentale, o comunque su una precedente assunzione che il paziente dovrebbe cambiare il proprio orientamento omosessuale".
Non mancano tuttavia d'incoraggiare la psicoterapia affermativa gay.
La studiosa Lisa Diamond, dopo aver sottoposto ad accurato e approfondito esame la ricerca sulle identità delle donne lesbiche e bisessuali, ha concluso che gli studi finora condotti rinvengono "cambiamento e fluidità nella sessualità omosessuale femminile, il che contraddice i modelli convenzionali di orientamento sessuale lesbico come un tratto fisso e uniformemente precoce".

## Non conformità di genere nell'infanzia
I ricercatori hanno scoperto che la non conformità di genere nell'infanzia rappresenta il più grande fattore predittivo di omosessualità nell'età adulta; Daryl Bem così suggerisce che alcuni bambini preferiranno "d'istinto" attività tipiche dell'altro sesso.
La scelta dell'attività coerente con il ruolo di genere pre-definito dalla società renderà pertanto un bambino che si conforma al genere come espressione di un sentimento di differenza rispetto ai bambini del sesso opposto. D'altro canto i bambini "non-conformisti" si sentiranno differenti dai coetanei del loro stesso sesso. In entrambi i casi una tale sensazione di differenza può evocare un'eccitazione fisiologica quando il bambino si trova a più stretto contatto con i membri del sesso che considera "diversi" da sé: ciò in seguito verrà trasformato in eccitazione sessuale.

I ricercatori hanno quindi suggerito che questa non conformità potrebbe benissimo essere il risultato di una certa qual forma di ereditarietà genetica, dell'ormone prenatale, della personalità propria infantile, delle cure parentali o anche di altri fattori.
Peter Bearman e Bruckner hanno dimostrato che i maschi con una femmina gemella hanno il doppio delle probabilità di riportare attrazioni nei riguardi di altre persone dello stesso sesso, a meno che non fosse presente anche un fratello maggiore. Concludono quindi dichiarando che le loro scoperte possono venire spiegate dall'ipotesi che la socializzazione - omosocialità - meno legata al genere nella prima infanzia e nella preadolescenza modella le successive preferenze di amore romantico indirizzato a membri del proprio stesso sesso.
Essi pertanto suggeriscono che i genitori di gemelli di sesso opposto sono maggiormente propensi a conceder loro un trattamento unisex, mentre la presenza di un fratello maggiore stabilisce invece dei meccanismi di socializzazione di genere i quali facilmente divengono modelli da seguire per il fratello minore. Bearman e Bruckner tuttavia non hanno rinvenuto alcuna prova diretta dell'effetto della socializzazione di genere sull'orientamento sessuale.
Nei fatti non è mai stata rinvenuta alcuna prova definitiva che colleghi in una maniera esclusiva la socializzazione di genere dei genitori all'orientamento sessuale dei loro figli; mentre diversi studi condotti sui gemelli hanno suggerito che quasi tutta la "somiglianza familiare" osservata per la presa di coscienza e l'espressione dell'orientamento è attribuibile ai geni e non all'ambiente familiare.
La percentuale di adolescenti che riferiscono di provare un'attrazione per persone dello stesso sesso è significativamente più alta della proporzione che riporta invece l'"esperienza sessuale" con appartenenti al proprio stesso sesso; ossia l'atto/esperienza omosessuale di per sé non crea o produce l'orientamento relativo, mentre si può avere l'orientamento pur senza aver fatto ancora alcuna vera e propria esperienza gay o lesbica.
Oltre all'attrazione deve presentarsi pure l'opportunità; poiché quest'ultima viene chiaramente strutturata socialmente, l'aspettativa è che le influenze sociali dovrebbero risultare essere più forti per quanto concerne il comportamento piuttosto che per l'attrazione o orientamento istintivo.

## Influenze familiari

### Generale
I ricercatori credono di aver fornito prove sufficienti sul fatto che gli omosessuali riferiscono di aver avuto padri meno amorevoli e più rigidi e rapporti più stretti con le madri, questo rispetto agli uomini non gay; alcuni pertanto ritengono che ciò possa indicare che le esperienze familiari nella prima infanzia sarebbero fattori importanti nel determinare una futura omosessualità, oppure che i genitori si comportano in tal modo in risposta a tratti di varianza di genere rilevati nel bambino.
Michael Ruse, esperto di filosofia della biologia, suggerisce che entrambe le possibilità potrebbero risultare essere vere nei diversi casi presi in esame.
Dalle loro ricerche effettuate su 275 uomini dell'esercito taiwanese Shu e Lung hanno concluso che "la protezione paterna e le cure materne sono state determinate per essere i principali fattori di vulnerabilità nello sviluppo dei maschi omosessuali": fattori chiave nello sviluppo degli omosessuali sarebbero quindi essere stati "l'attaccamento paterno, l'introversione e una caratterizzazione di nevrosi".
Un altro studio ha riportato che i maschi gay riferivano di aver sperimentato relazioni premature maggiormente positive con le madri rispetto alle femmine lesbiche.
Una ricerca americana del 2000 condotta sui gemelli pare abbia dimostrato che i fattori familiari - che possono essere almeno in parte genetici - hanno la capacità d'influenzare (ma non di determinare) l'orientamento sessuale. I dati risultanti indicano anche che gli uomini omosessuali hanno fratelli maschi significativamente più anziani rispetto alle donne lesbiche le quali a loro volta invece hanno un maggior numero di fratelli/sorelle rispetto agli uomini eterosessuali.
Uno studio danese del 2006 ha confrontato persone legate in un matrimonio eterosessuale con altre unite in un matrimonio omosessuale; le prime vengono significativamente collegate all'aver genitori giovani, lievi differenze di età tra gli stessi, relazioni parentali stabili, ed infine nell'essere i fratelli maggiori.
I bambini che vivono il divorzio dei genitori avrebbero inoltre una minore probabilità di contrarre un matrimonio eterosessuale rispetto a quelli che crescono in famiglie integre. Per gli uomini il matrimonio tra persone dello stesso sesso veniva associato con l'avere madri più anziane, genitori divorziati, padri assenti, ed infine nell'essere il figlio più giovane.
Per le donne la morte della madre avvenuta durante l'adolescenza o l'essere l'unica figlia o la più giovane o l'unica femmina della famiglia aumentava la probabilità di contrarre un matrimonio lesbico.
I risultati di una ricerca condotta sui gemelli nel 2008 risultavano essere coerenti con l'interpretazione degli effetti familiari in senso moderato, principalmente genetici, ed effetti da moderati ad ampi dell'ambiente non condiviso (sociobiologico) sul comportamento omosessuale; lo studio ha quindi concluso che - per quanto concerne esclusivamente il comportamento - l'ambiente familiare condiviso assume in ogni caso un ruolo maggiore per le donne piuttosto che per gli uomini.
In una direzione in larga parte opposta si è diretto invece uno studio di analisi genetica di 409 coppie di fratelli omosessuali, compresi i gemelli, in cui è emersa una forte evidenza che una buona parte di uomini omosessuali sono nati tali; la ricerca, che include circa tre volte più persone rispetto al precedente studio più ampio sullo stesso argomento, indica che è anche significativamente più statisticamente affidabile. I risultati di quest'ultima ricerca collega l'orientamento sessuale negli uomini con due regioni del genoma umano che sono state implicate nell'espressione della sessualità già in precedenza.
L'autore principale dello studio, Alan Sanders, tuttavia afferma che "tratti complessi come l'orientamento sessuale dipendono da molteplici fattori, sia ambientali che genetici", pertanto essi sono strettamente interconnessi.
Una regione sul cromosoma X chiamato Xq28, è stata originariamente identificata nel 1993 da Dean Hamer del "National Institutes of Health" a Bethesda (Maryland). Un'altra regione nella torsione del cromosoma 8, nota come 8q12, è stata identificata per la prima volta nel 2005.

### Parentela
Sebbene non vi siano prove sostanziali le quali possano suggerire che le esperienze di genitorialità o quelle vissute nella prima infanzia abbiano un ruolo fondativo nell'orientamento sessuale, uno studio condotto da Cameron nel 2006 ha rilevato che "le inclinazioni sessuali dei genitori possono influenzare i loro figli".
Una successiva ricerca fatta pubblicare nel 2010 sembra aver confermato un tale risultato dichiarando che "nonostante numerosi tentativi di distorcere i risultati a favore dell'ipotesi nulla e di contenere fino a 20 (sul 63, il 32%) errori di codifica, l'ipotesi di Cameron (2006) secondo cui i genitori gay e lesbiche avrebbero maggiori probabilità di avere a loro volta figli e figlie gay, lesbiche, bisessuali o di orientamento sessuale incerto rimane valida... le influenze sociali e parentali possono influenzare l'espressione dell'identità sessuale e/o il comportamento non-eterosessuale".
Bearman d'altro canto riconosce la possibilità che le esperienze di socializzazione possano giungere a modificare - almeno in parte - il desiderio in quel particolare contesto situazionale; ma in ogni caso non il successivo orientamento sessuale adulto. È poi sempre possibile che l'influenza genetica possa operare anche sul percorso che conduce dall'attrazione innata al comportamento acquisito.

### Ordine di nascita fraterno
Secondo diversi studi ogni fratello maggiore in più accresce la probabilità di sviluppare un orientamento omosessuale della misura del 28-48%; la maggior parte dei ricercatori attribuisce questo fatto a fattori ambientali prenatali, come gli ormoni. McConaghy (2006) non ha rinvenuto però alcuna relazione tra la forza dell'effetto sull'ordine di nascita fraterno e il grado dei sentimenti omosessuali, suggerendo pertanto che esso non sia dovuto ad un processo meramente biologico, bensì socioambientale.

## Contesto urbano
Nel loro studio del comportamento sessuale negli Stati Uniti d'America - riportato nell'Organizzazione sociale della sessualità e considerato come un punto di riferimento per tutte le ricerche successive  - il sociologo dell'Università di Chicago Edward O. Laumann e i suoi colleghi hanno rilevato che l'omosessualità era correlata positivamente con l'urbanizzazione del luogo di residenza all'età di 14 anni.
La correlazione era più consistente tra gli uomini rispetto alle donne. Gli autori hanno quindi ipotizzato che "le grandi città possono fornire un ambiente congeniale per lo sviluppo e l'espressione dell'interesse di genere". Questa idea è stata ulteriormente elaborata nel libro successivo di Laumann, The Sexual Organization of the City, il quale ha dimostrato che l'espressione dell'orientamento sessuale può dipendere anche dall'esistenza o meno di "mercati del sesso" o di luoghi in cui persone con specifici orientamenti possono aggregarsi e pertanto incontrarsi.
In Danimarca le persone nate nell'area della capitale avevano meno probabilità di sposarsi in modo eterosessuale e altresì una maggior probabilità di contrarre matrimonio tra persone dello stesso sesso rispetto ai loro coetanei di origine rurale.

## Influenze culturali
Miron Baron ha dichiarato: "Alcune culture - per esempio quella assira e greco-romana - erano decisamente più tolleranti nei confronti dell'omosessualità, il comportamento era praticato apertamente ed era conseguentemente molto diffuso. I modelli sessuali sono in qualche modo un prodotto delle aspettative della società, ma sarebbe in ogni caso difficile immaginare un cambiamento nella prevalenza del tratto genetico semplicemente in risposta alla mutevolezza delle norme culturali".
Questa ipotesi era stata precedentemente enunciata anche da Richard Burton come zona sotadica.
Susan Bordo, esperta di studi culturali, ha affermato invece che quando un tabù viene rimosso o diminuito dà agli individui lo spazio e la possibilità di esplorare ed esprimere al meglio il loro orientamento sessuale. Binnie Klein ha dichiarato che "è chiaro che un cambiamento nell'orientamento sessuale è immaginabile per più persone di quanto non sia mai stato prima, e ci sono più opportunità - e accettazione - per permettere di poter superare la linea di confine".

## Storie di abuso sessuale
L'American Psychiatric Association afferma che "nessuna specifica causa psicosociale o familiare dinamica per l'omosessualità è stata identificata, comprendendo in esse le storie di un eventuale abuso sessuale subito nel corso dell'infanzia; questo non sembra essere in alcuna maniera più diffuso tra i bambini che poi crescendo si identificano come gay, lesbica o bisessuale, piuttosto che in quelli che poi si dichiarano essere eterosessuali".
Uno studio del Journal of the American Medical Association riporta però anche che "gli adolescenti maltrattati, in particolar modo quelli vittime di maschi adulti, avevano fino a 7 volte più probabilità di auto-identificarsi come gay o bisessuali rispetto ai coetanei che non erano stati sottoposti a bullismo omofobico o a violenza domestica". La ricerca tuttavia ha continuato asserendo che le vittime potrebbero auto-identificarsi come gay o bisessuali già da prima che si verifichi la violenza, il che implica che il loro orientamento non-eterosessuale e l'identità sessuale non vengono prodotti dall'abuso, ma che ne sono invero la causa, ed ha concluso quindi che nessuno studio longitudinale ha determinato una qualsivoglia relazione di causa-effetto tra gli abusi sessuali precoci e il successivo orientamento sessuale.

Un altro studio condotto nel 2001 ha rilevato che "il 46% degli uomini gay, a differenza del 7% degli eterosessuali, ha riferito di aver dovuto subire molestie sessuali (nello specifico del questionario "contatti sessuali") nel corso dell'infanzia e/o della prima adolescenza e oltre; lo stesso per il 22% delle donne lesbiche, a differenza dell'1% di quelle eterosessuali". In seguito tali risultati sono stati ampiamente criticati
- per non essersi attenuti alle regole di un rigoroso approccio clinico
- oltre che per l'utilizzo di campioni di persone non rappresentativi (vedi campionamento casuale)
- e per non aver riferito secondo quali criteri sono stati raccolti i dati dei partecipanti omosessuali:

- per le palesi contraddizioni tra il suddetto risultato e la sua interpretazione a tesi nella dissertazione;
- per le contraddizioni insite nello studio originale e le conclusioni tratte ufficialmente in rivista
- ed infine per l'implicare che la frequenza di auto-identificazione omosessuale fosse una conseguenza dell'abuso; questo anche se il 68% degli uomini e il 62% delle donne si consideravano già omosessuali molto prima della loro esperienza di molestie[48].

Ha subito svariate critiche poiché un certo numero di persone sono ben consapevoli della loro attrazione nei riguardi di persone dello stesso sesso in un'età molto precoce (primissima infanzia, dai 3 anni) e che solitamente si diviene consapevoli della propria attrazione assai prima che s'inizi ad identificare se stessi come omosessuali (tramite coming out). Tuttavia la ricerca ha chiesto ai partecipanti l'età a partire da cui hanno cominciato a ritenersi omosessuali e non l'età in cui si sono resi conto dell'attrazione provata, rendendo così di fatto impossibile "essere certi di quando si è verificato l'abuso - prima o dopo la consapevolezza dell'attrazione verso persone dello stesso sesso?".
Il nesso causale tra abuso sessuale e omosessualità manifesta non può quindi venire desunta con un certo rigore scientifico da un tale studio. La ricerca stessa ha ammesso che i suoi "partecipanti omosessuali potrebbero non essere rappresentativi di [tutte] le persone omosessuali"
e che la molestia "non può, tuttavia, essere un fattore causale [di orientamento non eterosessuale] o identità di genere per nessuno dei due sessi". Il tutto è stato ulteriormente criticato per non aver mai menzionato la parola "molestie" nei questionari distribuiti ai partecipanti, usando invece il termine soggettivo di "contatto sessuale", per poi passare ad usare la parola "molestie" nell'analisi dei dati conclusivi:
L'ultima e definitiva critica riguarda l'aver fatto affidamento sul lavoro di Paul Cameron, espulso dall'American Psychological Association e condannato dall'American Sociological Association, dalla Canadian Psychological Association e dalla Nebraska Psychological Associationper aver volutamente frainteso e travisato la ricerca scientifica di sessuologia svolta sulla sessualità in generale, l'omosessualità maschile e il lesbismo:
In uno studio longitudinale di 30 anni pubblicato su Archives of Sexual Behavior, sebbene gli autori scoprissero che gli uomini con storie di abusi sessuali avvenuti nell'infanzia erano più propensi a riferire di aver in seguito avuto partner sessuali dello stesso sesso, non vi trovarono "relazioni significative tra abuso fisico subito nell'infanzia o trascuratezza genitoriale e orientamento omosessuale in età adulta". Né gli uomini né le donne con storie di abusi fisici, sessuali o abbandono hanno riferito un maggior numero di partner sessuali dello stesso sesso nell'anno precedente; ma nemmeno una unione civile o convivenza di amore romantico gay o lesbico rispetto agli uomini e alle donne privi di tali precedenti.
Gli autori hanno pertanto ipotizzato che "l'abuso sessuale può determinare incertezza riguardo all'orientamento sessuale e una maggiore sperimentazione attraverso relazioni sia eterosessuali che omosessuali", ma non può influenzare in una maniera radicale e decisiva l'orientamento sessuale finale.